# Archidona
Archidona é um município da Espanha na província de Málaga, comunidade autónoma da Andaluzia, de área 187 km² com população de 8736 habitantes (2004) e densidade populacional de 46,72 hab./km².

## Demografia
| Variação demográfica do município entre 1991 e 2004 | Variação demográfica do município entre 1991 e 2004 | Variação demográfica do município entre 1991 e 2004 | Variação demográfica do município entre 1991 e 2004 |
| --------------------------------------------------- | --------------------------------------------------- | --------------------------------------------------- | --------------------------------------------------- |
| 1991                                                | 1996                                                | 2001                                                | 2004                                                |
| 10204                                               | 8246                                                | 8157                                                | 8403                                                |